# (2082) Galahad
(2082) Galahad ist ein Asteroid des Hauptgürtels, der am 17. Oktober 1960 vom niederländischen Forscherteam Cornelis Johannes van Houten, Ingrid van Houten-Groeneveld und Tom Gehrels im Rahmen des Palomar-Leiden-Surveys entdeckt wurde.
Benannt ist der Asteroid nach dem Tafelritter Galahad.